# Stary Otok
Stary Otok (niem. Ottag, Altbergel-Altottag) – wieś (powstała w 1245 roku) w Polsce, położona w województwie dolnośląskim, w powiecie oławskim, w gminie Oława.

## Podział administracyjny
W latach 1975–1998 miejscowość administracyjnie należała do województwa wrocławskiego.

## Powodzie i podtopienia
Podczas powodzi 21 maja 2010 został zalany m.in. Stary Otok. Miejscowość ta jest często podtapiana lub zalewana, ponieważ znajduje się na terenie polderu Lipki-Oława.